# Oecetis lais
Oecetis lais is een schietmot uit de familie Leptoceridae. De soort komt voor in het Oriëntaals gebied.